# Bruno Blotto Baldo
Bruno Blotto Baldo (... – 27 luglio 1989) è stato un politico e imprenditore italiano, sindaco della città di Biella dal 1951 al 1960.

## Biografia
Membro di una famiglia di industriali del tessile biellese, fu eletto sindaco della città capoluogo nel 1951, rimanendo in carica per l'intero decennio. Pose le basi per lo sviluppo industriale del paese, promuovendo l'acquedotto comunale e un nuovo insediamento per la ferrovia.